# Kōrakuen (métro de Tokyo)
Kōrakuen (後楽園駅, Kōrakuen-eki) est une station du métro de Tokyo sur les lignes Marunouchi et Namboku dans l'arrondissement de Bunkyō à Tokyo. Elle est exploitée par le Tokyo Metro.

## Situation sur le réseau
La station Kōrakuen est située au point kilométrique (PK) 19,4 de la ligne Marunouchi et au PK 11,4 de la ligne Namboku.

## Histoire
La station a été inaugurée le 20 janvier 1954 sur la ligne Marunouchi. La ligne Namboku y arrive le 26 mars 1996.

## Services aux voyageurs

### Accès et accueil
La station est ouverte tous les jours.
En moyenne en 2015, 100 016 voyageurs ont fréquenté quotidiennement la station.

### Desserte
- Ligne Marunouchi :
  - voie 1 : direction Ogikubo
  - voie 2 : direction Ikebukuro
- Ligne Namboku :
  - voie 3 : direction Akabane-Iwabuchi (interconnexion avec la ligne Saitama Railway pour Urawa-Misono)
  - voie 4 : direction Meguro (interconnexion avec la ligne Tōkyū Meguro pour Hiyoshi)

### Intermodalité
Kōrakuen se trouve à proximité de Kasuga (lignes Mita et Ōedo), et les deux stations sont reliées par un couloir de correspondance.

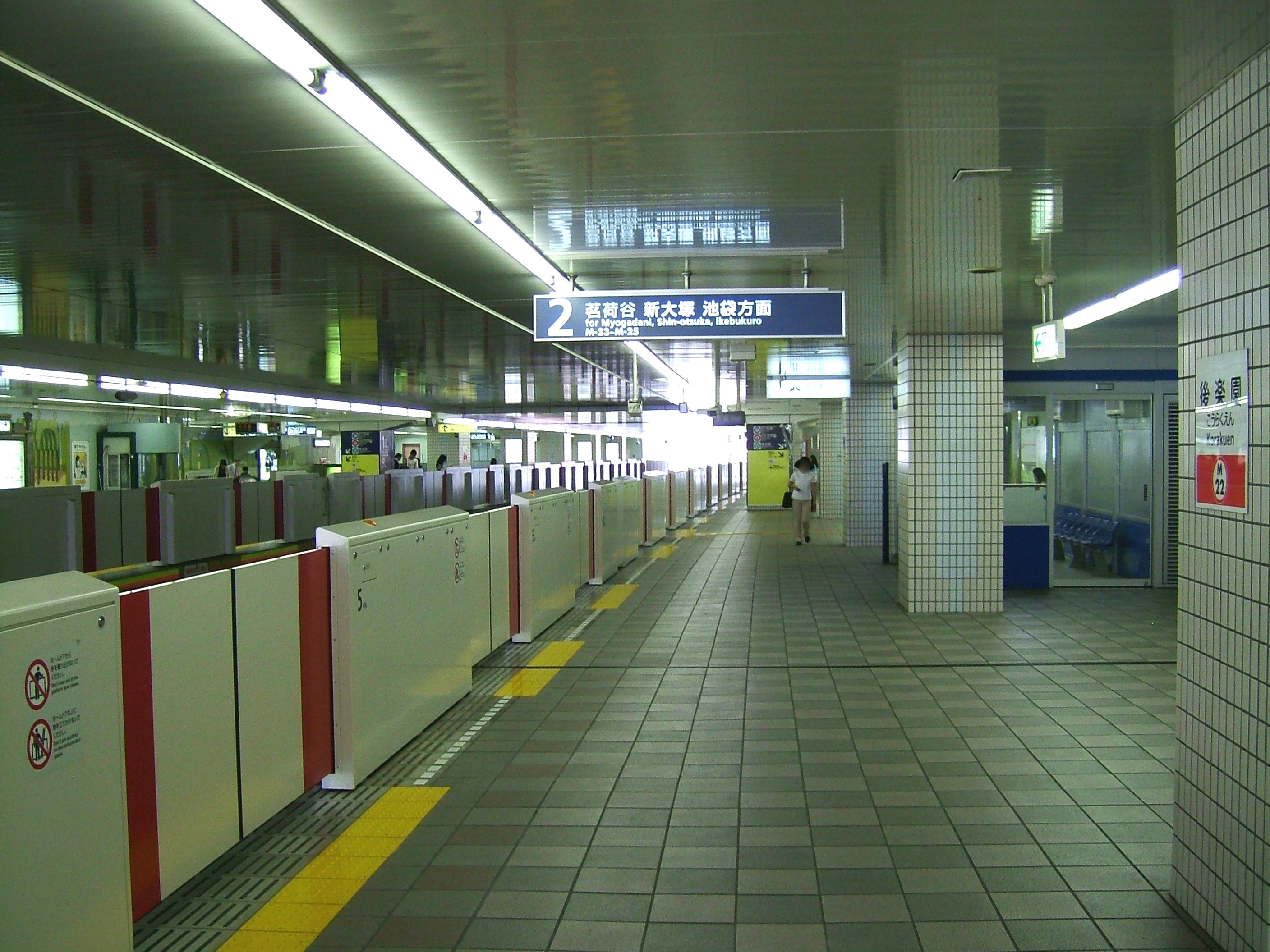
Quais de la ligne Marunouchi
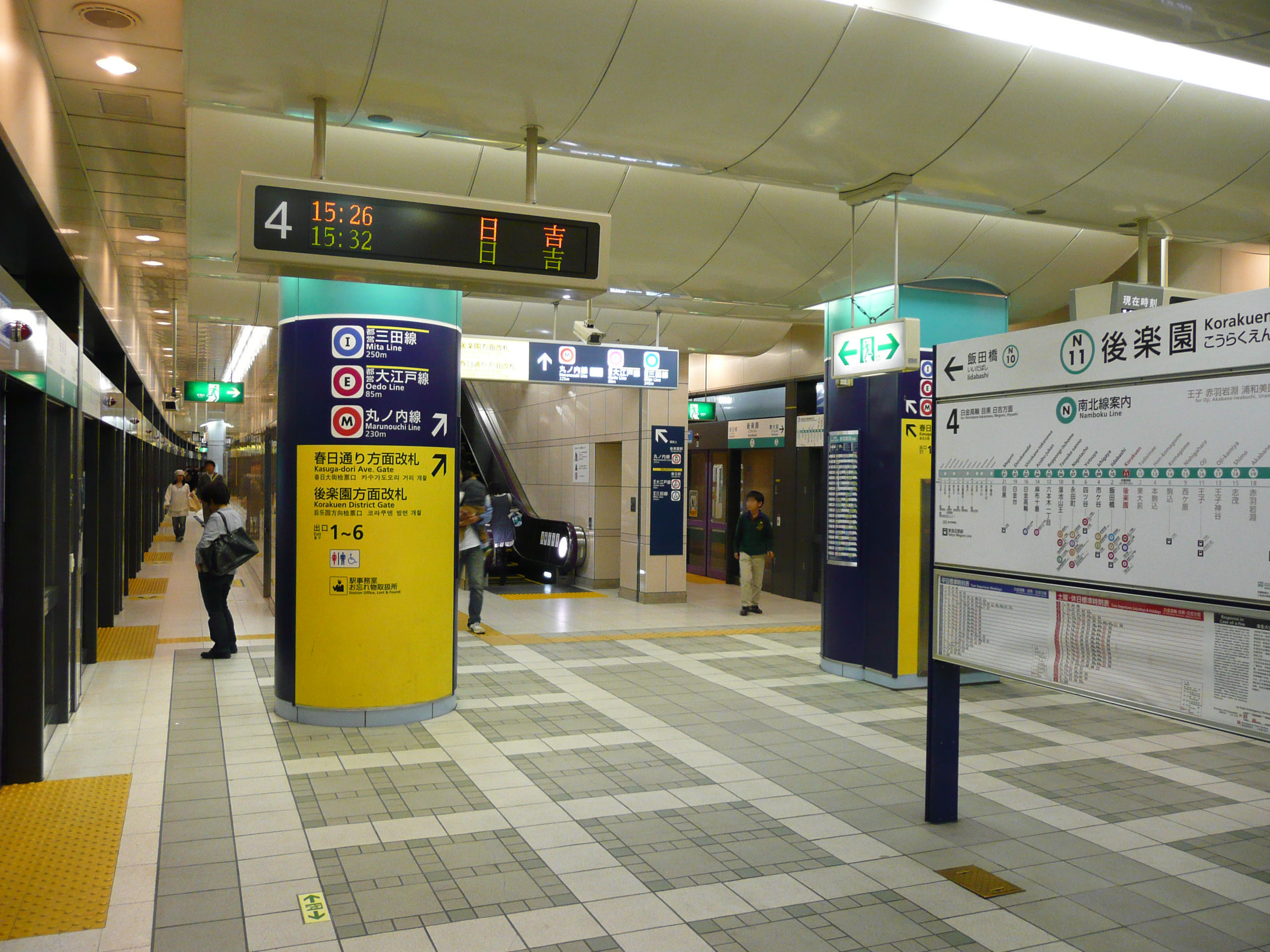
Quai de la ligne Namboku

## À proximité
- Koishikawa Kōraku-en, qui donne son nom à la station
- Bunkyō Civic Center
- Tokyo Dome